# بيربل مارتن
بيربل مارتن (بالألمانية: Bärbel Martin)‏ هي متزلجة فنية ألمانية، ولدت في 10 نوفمبر 1940.

## وصلات خارجية
- بيربل مارتن على موقع أوليمبيديا (الإنجليزية)